# 페투치네
페투치네(이탈리아어: fettuccine, 단수: fettuccina 페투치나[*])는 이탈리아의 파스타이다. "작은 리본"이라는 뜻이다. 로마 일대의 요리에서 흔히 나타나는 파스타이다. 평평하고 두꺼운 파스타로 달걀과 밀가루를 밀가루 100g 당 1개씩 버무려 반죽하며 볼로냐 지방에서 유래한 탈리아텔레와 비슷하지만 크기는 더 좁다. 쇠고기 라구 요리인 sugo d'umido나 닭고기로 요리하여 먹는 ragù di pollo와도 함께 먹는다.
페투치네는 전통적으로 집에서나 상점에서나 모두 생면으로 만들지만 말린 탈리아텔레는 상점에서도 구입할 수 있다. 북아메리카에서 널리 먹는 페투치네 요리로는 페투치네 알프레도가 있다. 시금치 페투치네는 반죽에 시금치를 첨가한 것이다.

## 요리
- 가지로 감싼 페투치네 : 이탈리아 남부 시칠리아 지방의 파스타. 파스타를 가지로 감싸 부드럽고 순한 맛이 난다. 갓 생산한 식재료로 써서 만드는 것으로 유명한 파스타이다.[2]

## 같이 보기
- 페투치네 알프레도

## 참고서적
- Boni, Ada (1983) [1930]. 《La Cucina Romana》 (이탈리아어). Roma: Newton Compton Editori.
- Carnacina, Luigi; Buonassisi, Vincenzo (1975). 《Roma in Cucina》 (이탈리아어). Milano: Giunti Martello.